# 1968 في بلجيكا
فيما يلي قوائم الأحداث التي وقعت خلال عام 1968 في بلجيكا.

## رياضة
- 9 يونيو – جائزة بلجيكا الكبرى 1968 الفائز بروس ماكلارين.

## مواليد

### يناير
- 1 يناير – غالية بنعلي

### فبراير
- 28 فبراير – إريك فان ماير لاعب كرة قدم بلجيكي.

### سبتمبر
- 4 سبتمبر – ناتاشا امل ممثلة بلجيكية.
- 15 سبتمبر – ديرك ميدفيد لاعب كرة قدم بلجيكي.

## وفيات

### فبراير
- 7 فبراير – لويس دي لانوي (مواليد 1902) درّاج طريق بلجيكي.

### يونيو
- 17 يونيو – هينري كريستوف (مواليد 1884) حكم كرة قدم بلجيكي.

### يوليو
- 18 يوليو – كورناي هايمانس (مواليد 1892)